# Dydiowska Jama
Dydiowska Jama – jaskinia w polskich Bieszczadach. Wejście do niej znajduje się na północnym zboczu Kiczery Dydiowskiej, niedaleko szczytu, w pobliżu Stuposian, na terenie nieistniejącej wsi Dydiowa, na wysokości 770 m n.p.m. Długość jaskini wynosi 26 metrów, a jej deniwelacja 15 metrów.

Jaskinia jest objęta ochroną jako pomnik przyrody.

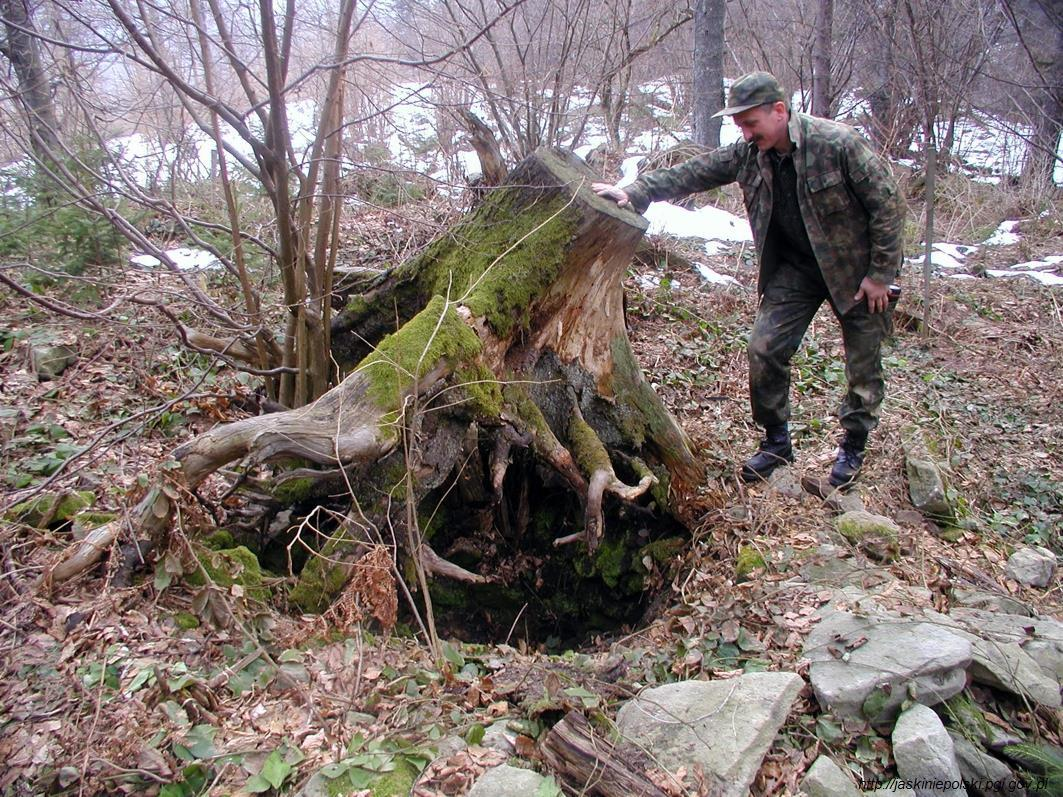
Otwór jaskini

## Opis jaskini
Główną częścią jaskini jest stromo idący w dół, obszerny korytarz zaczynający się w niewielkim otworze wejściowym, a kończący bardzo wąską studzienką. Z jej dna odchodzi 4-metrowy, szczelinowy i wysoki korytarzyk.

## Przyroda
Jaskinia jest typu rozpadlinowego. Zamieszkują ją nietoperze. Ściany są wilgotne.

## Historia odkryć
Jaskinia została odkryta na początku lat 90. XX wieku przez Mariusza Nędzyńskiego, ówczesnego podleśniczego z Mucznego. Pierwszy jej opis i plan sporządzili T. Mleczek, R. Solak i  E. Marszałek w 2003 roku.